# نيل غولدشميت
نيل إدوارد غولدشميت (بالإنجليزية: Neil Goldschmidt)‏ (16 يونيو 1940 – 12 يونيو 2024) هو رجل أعمال يهودي أمريكي وسياسي ديمقراطي من ولاية أوريغون وشغل عدة مناصب محلية وحكومية وفيدرالية على مدى ثلاثة عقود. شغل غولدشميت منصب حاكم ولاية أوريغون واعتبر من أكثر الشخصيات تأثيرا في سياسة الدولة. وقد تضررت سمعته ومهنته بشدة بعد الكشف عن علاقته الجنسية مع فتاة مراهقة خلال فترة ولايته الأولى كعمدة لمدينة بورتلاند.
تعلم غولدشميدت في جامعة أوريغون، وانتخب لمجلس مدينة بورتلاند في عام 1970 ثم أصبح عمدة المدينة في عام 1972، ليصبح أصغر عمدة في أي مدينة أميركية كبيرة. وشجع على إحياء وسط مدينة بورتلاند وكان مؤثرا على سياسة النقل في منطقة بورتلاند، وبالأخص التخلي عن طريق ماونت هود السريع وإنشاء سكة ماكس الحديدية الخفيفة. وقد عينه الرئيس جيمى كارتر وزيرا للنقل في عام 1979. وعمل بهذه الصفة على إحياء صناعة السيارات الضعيفة وإلغاء ضوابط العديد من الصناعات. خدم حتى نهاية رئاسة كارتر في عام 1981 ثم عمل كمدير تنفيذي مع شركة نايكي لعدة سنوات.
انتخب غولدشميت ليكون الحاكم الثالث والثلاثين لولاية أوريغون في عام 1986 وبقي في المنصب لفترة واحدة. وقد واجه تحديات كبيرة، لا سيما ارتفاع حركة معاداة الضرائب (ما أدى إلى إقرار التدبير 5 في عام 1990) وتضاعف عدد السجناء في الولاية. عمل عبر خطوط الحزب للحد من الضوابط وإصلاح البنية التحتية للولاية. نهضت ولاية أوريغون خلال ولايته بعد ثمان سنوات من الركود. تم الترحيب بإصلاحاته لصندوق التأمين ضد الحوادث الحكومية (SAIF)، وهي شركة تأمين تعويضات العمال مستأجرة من قبل الولاية، ولكنه واجه انتقادات قوية في السنوات اللاحقة.
وعلى الرغم من شعبيته، فلم يترشح غولدشميت لولاية ثانية وترك منصبه بعد انتهاء مدته، وأصبحت شخصية ضغط سياسي مؤثرة ومثيرة للجدل. تعرض غولدشميت لعدة انتقادات من قبل الصحفيين والمواطنين في أوريغون في العقد الذي تلى تركه للمنصب، بما في ذلك دعمه شركة ويرهايوسر للغابات في استحواذها العدائي على شركة ويلاميت ومساندته لشركة استثمار خاصة في محاولتها للاستحواذ على بورتلاند جنرال الكتريك، وهي شركة مرافق محلية. وفي عام 2003، عينه الحاكم تيد كولونجوسكي في مجلس التعليم العالي في ولاية أوريغون، قبل أن يستقيل منه بعد أن اعترف بأنه كان له علاقة جنسية مع فتاة قاصر قبل 30 عاما.